# V Македонски легион
Пети Македонски легион (на латински: Legio V Macedonica VII Pia VII Fidelis Constans) е сформиран от консулът Гай Вибий Панса Цетрониан по заповед на Октавиан Август през 43 г. пр.н.е. Легионът съществува до ислямското завоевание на Египет в VII век. Емблемите на легиона са бик и орел.
Отначало носи името Legio V Urbana („Градски“). Първото десетилетие от историята му е неизвестно. След 30 г. пр.н.е. е установен на лагер в Македония, откъдето получава прозвището си Macedonica („Македонски“). Известно е, че орелът-емблема на този легион се е различавал от орлите на другите римски легиони.

## Бойна история
Легионът взима участие в битката при Акциум където е използван за абордажни отряди на корабите на Октавиан Август. След победата на Октавиан е изпратен в Македония, където получава прозвището си, а през 6 г. е преместен в Мизия, в Ескус (Oeskus, дн. край с. Гиген, Никополско), където остава до 62 г., охранявайки границата по долното течение на Дунав от даките. Има предположение, че именно този легион за един кратък период е наричан V Scythica („Скитски“), по аналогия с Legio IV Scythica (Четвърти Скитски Легион), тъй като участва в сраженията със скитите, но все още няма убедителни доказателства в подкрепа на тези твърдения.
През 62 г. легионът е сменен в Мизия от VII Клавдиев легион, а Пети Македонски е изпратен на изток в Понт, където противостои на партите. Подразделения от него участват в завършилия с крах поход на Луций Юний Цезений Пет, след това основните сили на легиона влизат във войските на Корбулон под командването на Луций Аний Винициан.
През 66 – 67 г., командван от бъдещия император Веспасиан, легионът участва пряко в потушаването на Еврейското въстание в Юдея.
През 69 г. Пети Македонски легион не участва в бойни действия, оставайки на лагер в Емаус, Юдея. През 70 г. под командването на сина на Веспасиан, Тит, довършва потушаването на еврейските размирици с превземането на Йерусалим и през 71 г. легионът е върнат в Ескус.
В началото на II век легионът участва в кампанията на Траян против даките. През 107 г. Пети Македонски е установен на лагер в Troesmis (Троезмис, в Северна Добруджа, дн. в Румъния).
Луций Вер използва легиона в поредната партска кампания в 161—166 г., след което Legio V Macedonica отново се връща в Дакия, където се установява на лагер (след 168 г.) в Потаиса (Potaissa, дн. Турда, Румъния). Днес в Турда на мястото на лагера на легиона има музей, посветен на Пети Македонски легион и бита на легионерите.
През 185-187 г. легионът се сражава с наемна армия, наета от разбунтувалите се работници в златодобивните мини. За потушаването на бунта легионът получава от император Комод титула Pia Constans („Надежден и предан“). Възможно е титулът да е бил Pia Fidelis („Верен и предан“).
В 193 г. Пети Македонски застава на страната на Септимий Север в борбата му за императорската власт.
През III век легионът е в Потаиса, сражавайки се с даките. В 250 г. Валериан I присвоява на легиона титул III Pia III Fidelis, а в 260 г. Галиен VII Pia VII Fidelis, за участието на легиона в борбата с узурпаторите Инген и Регалиан. Това е един от малкото легиони, който се споменава с всичките си титли дори и след смъртта на императора, който ги е дал – това говори, че са били заслужени.
През 274 г., след като става ясно, че владенията на левия бряг на Дунав повече не могат да бъдат удържани, Аврелиан изтегля войските оттам и Пети Македонски легион се завръща в стария си лагер в Ескус, където остава до края на съществуването на Западната Римска империя.
Кога е разформирован Пети Македонски легион не е известно.